# Corupția în Mauritius
Corupția din Mauritius urmează tiparele cunoscute ale corupției de stat, și anume funcționarii guvernamentali⁠(d) care abuzează de puterea politică pentru a obține beneficii private în această țară.
Unii mauritieni au profitat de corupția guvernului. În dialectul local, cei care adoptă astfel de mijloace sunt numiți traceurs sau magouilleurs. Metodele familiare includ falsificarea adreselor de domiciliu pentru a înscrie un copil într-o școală considerată „de elită” sau mituirea oficialilor pentru a obține un permis de conducere.
Pe 28 mai 1979, deputatul Harish Boodhoo⁠(d) a cerut o mobilizare generală împotriva corupției într-o adunare de masă care a atras 35.000 de oameni. Telegramele scurse de la ambasada SUA în 2008 au descris corupția din Mauritius ca fiind „pervazivă și înrădăcinată”. În mai 2020, Comisia Europeană a identificat Mauritius ca o țară cu risc ridicat, cu deficiențe strategice în regimul său de combatere a spălării banilor și a finanțării terorismului. Potrivit unui fost ambasador al SUA în Mauritius, Comisia Independentă Împotriva Corupției⁠(d) (ICAC) cu sediul în Mauritius și-a pierdut credibilitatea.
Conform Indicelui de percepție a corupției din 2024 al Transparency International, Mauritius a obținut un scor de 51 pe o scară de la 0 („foarte corupt”) la 100 („necorupt”). Când este clasat după scor, Mauritius s-a clasat pe locul 56 între cele 180 de țări din Indice, unde țara clasată pe primul loc este percepută ca având cel mai onest sector public. Pentru comparație cu scorurile regionale, scorul mediu în rândul țărilor din Africa Subsahariană a fost de 33. Cel mai mare scor din Africa Subsahariană a fost 72, iar cel mai mic scor a fost 8. Pentru comparație cu scorurile la nivel mondial, cel mai bun scor a fost 90 (clasat pe locul 1), scorul mediu a fost 43, iar cel mai rău scor a fost 8 (clasat pe locul 180).

## Nepotism
Nepotismul este obișnuit în politica mauritiană⁠(d), multe rude și prieteni ai politicienilor de rang înalt fiind numiți în poziții de rang înalt, iar companiilor asociate fiindu-le acordate contracte guvernamentale.
De la primele alegeri democratice din 1948⁠(d), domeniul politic din Mauritius a fost marcat de o mână de familii care au controlat cele patru partide politice majore existente până în prezent. Acestea sunt adesea numite „dinastiile moderne” ale politicii mauritiene, precum familiile Duval, Bérenger, Curé, Uteem, Mohamed, Boolell, Ramgoolam și Jugnauth. Implicarea în politică a familiei Boolell a început cu Satcam Boolell⁠(d) în 1955, deschizând calea pentru intrarea în politică a fiului său Arvin Boolell⁠(d), a nepoților Satish Boolell, Anil Gayan și Sanjay Bhuckory și a ginerelui Sushil Kushiram. Dinastia Duval a început cu fostul primar și ministru Gaetan Duval, urmat de fiul său Xavier, fiul adoptiv Richard⁠(d), precum și de nepotul Adrien⁠(d). Lall Jugnauth a fost primul din clanul său care a intrat în politică în anii 1950 și a fost urmat de verii săi Aneerood și Ashock, precum și de nepotul Pravind. Abdool Razack Mohamed, care a migrat din India în anii 1930, a devenit primar și ministru; fiul său Yousuf și nepotul său Shakeel au fost, de asemenea, aleși și au fost miniștri. Roshi Bhadain⁠(d), care a fost ministru al guvernului MSM⁠(d), este nepotul fostului ministru al Partidului Laburist Vasant Bunwaree⁠(d). Roshi Bhadain⁠(d) și Akilesh Deerpalsing (consilierul și directorul de campanie al lui Bhadain, care este, de asemenea, fiul fostului ministru Kishore Deerpalsing⁠(d)), au fost investigați de ICAC⁠(d) în 2019 pentru practici de recrutare suspecte în perioada în care acesta era ministru.
În martie 2020, Harry Ganoo, fratele pensionar al ministrului Alan Ganoo⁠(d), a fost nominalizat ca noul președinte al Colegiului Serviciilor Civile din Mauritius, la câteva luni după alegerile generale din noiembrie 2019.
Până la jumătatea anului 2020, compania de construcții PAD & Co. Ltd a obținut o serie de contracte importante, cum ar fi construcția noului turn de control al aeroportului, a unui nou radar meteorologic la Trou aux Cerfs⁠(d), renovarea Băncii Mauritius, reabilitarea liniei de coastă a Cap Malheurueux⁠(d), renovarea malului portului Port Louis, modernizarea drumurilor, construcția terminalului de croaziere din Port Louis pentru Autoritatea Portuară Mauritius și modernizarea canalelor de navigație la Port Mathurin, Pointe La Gueule și Baie aux Huîtres⁠(d) în Rodrigues, printre alte proiecte. PAD & Co. Ltd, Alain Hao Thyn Voon, este fiul lui Philippe Hao Thyn Voon, președintele Comitetului Olimpic, având legături strânse cu MSM. În urma scandalului St Louis Gate⁠(d) și a descoperirii unor garanții bancare false, PAD & Co. Ltd a intrat sub administrare voluntară⁠(d).
În iunie 2020, deputatul Eshan Juman a dezvăluit detaliile unui contract între Ministerul Terenurilor și Locuințelor și o firmă privată numită Smart Clinics Ltd. Firma este deținută parțial de secretarul parlamentar privat al MSM, Ismaël Rawoo, și de familia sa. Contractul a fost un contract de închiriere pe o perioadă de 60 de ani pentru 2 acri de teren de stat de primă mână, situat pe malul mării, în Grande Rivière Noire, în incinta exclusivistă Tamarin⁠(d) din Black River. Ca parte a acordului, familia lui Rawoo va achiziționa contractul de închiriere pentru 15,05 milioane de rupii și va revinde contractul de închiriere pentru 250 de milioane de rupii, generând un profit de aproximativ 235 de milioane de rupii.
În august 2020, V. Gobin, un profesor pensionar în vârstă de 75 de ani și tatăl procurorului general Maneesh Gobin, a fost numit președinte al Institutului Mahatma Gandhi și al Institutului Rabindranath Tagore. Maneesh Gobin a fost ales în Parlament în cadrul guvernului MSM aflat la putere în 2014 și 2019, iar tatăl său, V. Gobin, a fost ales o dată în 1987. Cu o săptămână mai devreme, Rishikesh Hurdoyal, fratele ministrului MSM al funcției publice, Vikram Hurdoyal, a fost nominalizat ca președinte al Mauritius Shipping Corporation Ltd, pe lângă faptul că este director al Băncii de Stat din Mauritius⁠(d). Noua numire îi va permite lui Rishikesh Hurdoyal să primească o sumă suplimentară de 54.540 de rupii pe lună, precum și o sumă suplimentară de 10.125 de rupii pe lună ca indemnizație de divertisment, cu acces la o mașină de serviciu cu șofer și 245 de litri de combustibil pe lună.

## Notă explicativă
1. ↑  Angola, Benin, Botswana, Burkina Faso, Burundi, Camerun, Capul Verde, Republica Centrafricană, Ciad, Comore, Côte d'Ivoire, Republica Democrată Congo, Djibouti, Guineea Ecuatorială, Eritreea, Eswatini, Etiopia, Gabon, Gambia, Ghana, Guineea, Guineea-Bissau, Kenya, Malawi, Madagascar, Liberia, Lesotho, Mauritius, Namibia, Niger, Nigeria, Republica Congo, Rwanda, Sao Tome și Principe, Senegal, Seychelles, Sierra Leone, Somalia, Africa de Sud, Sudan de Sud, Sudan, Swaziland, Tanzania, Togo, Uganda, Zambia și Zimbabwe.